# Pityrogramma pearcei
Pityrogramma pearcei là một loài thực vật có mạch trong họ Adiantaceae. Loài này được (T. Moore) Domin miêu tả khoa học đầu tiên năm 1928.